# داريو فيغيريدو
داريو فيغيريدو (بالإسبانية: Darío Figueredo)‏ هو لاعب كرة قدم باراغواياني في مركز الدفاع، ولد في 2 يوليو 1957 في Colonia Independencia ‏ في باراغواي. شارك مع منتخب باراغواي لكرة القدم. أما مع النوادي، فقد لعب مع سبورتيفو لوكوينو وسيرو بورتينيو وناسيونال أسونسيون.

## وصلات خارجية
- داريو فيغيريدو على موقع ناشيونال فوتبول تيمز (الإنجليزية)